# UVS in het seizoen 1956/57
Het seizoen 1956/1957 was het tweede jaar in het bestaan van de betaaldvoetbalclub UVS uit de Nederlandse stad Leiden. De club kwam uit in de Tweede divisie B en eindigde daarin op de negende plaats. Tevens deed de club mee aan het toernooi om de KNVB beker, hierin werd de club in de tweede ronde, op basis van uitdoelpunten, uitgeschakeld door SHS (2–2).

## Wedstrijdstatistieken

### Tweede divisie B
|       | Baronie | DHC   | DOSKO | 't Gooi | Hilversum | LONGA | N.E.C. | ONA   | RBC   | TOP   | De Valk | Wilhelmina | Zeist | ZFC   |
| ----- | ------- | ----- | ----- | ------- | --------- | ----- | ------ | ----- | ----- | ----- | ------- | ---------- | ----- | ----- |
| Thuis | 1 – 2   | 0 – 2 | 5 – 0 | 1 – 3   | 6 – 2     | 1 – 3 | 5 – 3  | 0 – 2 | 1 – 1 | 5 – 1 | 5 – 0   | 1 – 1      | 7 – 0 | 0 – 0 |
| Uit   | 2 – 0   | 3 – 1 | 5 – 3 | 4 – 0   | 2 – 1     | 2 – 2 | 3 – 4  | 2 – 2 | 1 – 1 | 2 – 5 | 3 – 5   | 2 – 0      | 1 – 1 | 4 – 2 |

### KNVB beker
| 1e ronde                                       | UVS                                                                                  | 5 – 2 (1 – 0) | Velsen                             |
| 19 augustus 1956 Plaats: Leiden Wassenaarseweg | Hennie Bekkering 1' Cor van der Zeeuw 65' Coen Rijshouwer –', 88' Gerard Devilee 89' |               | Jan Bakkum 87' Graman              |
| 2e ronde                                       | UVS                                                                                  | 2 – 2 (0 – 0) | SHS                                |
| 13 oktober 1956 Plaats: Leiden Wassenaarseweg  | Jan Verkuijlen 75' Jacques van Leeuwen 83' (pen.)                                    |               | 57' Wout Zuidgeest 76' Arie de Wit |

## Statistieken UVS 1956/1957

### Eindstand UVS in de Nederlandse Tweede divisie B 1956 / 1957
| Stand | Gespeeld | Gewonnen | Gelijk | Verloren | Punten | Doelpunten voor | Doelpunten tegen |
| ----- | -------- | -------- | ------ | -------- | ------ | --------------- | ---------------- |
| 9e    | 28       | 9        | 7      | 12       | 25     | 65              | 56               |

### Topscorers
| #      | Naam                | Goal |
| ------ | ------------------- | ---- |
| 1.     | Cor van der Zeeuw   | 29   |
| 2.     | Hennie Bekkering    | 9    |
| 3.     | Han Verhoeks        | 8    |
| 4.     | Jan Verkuijlen      | 7    |
| 5.     | Cor Verhoogt        | 6    |
| 6.     | Gerard Delivee      | 2    |
| 6.     | Coen Rijshouwer     | 2    |
| 8.     | Jacques van Leeuwen | 1    |
| 8.     | Joop de Wolf        | 1    |
| Totaal | Totaal              | 65   |

| #      | Naam                | Goal |
| ------ | ------------------- | ---- |
| 1.     | Coen Rijshouwer     | 2    |
| 2.     | Hennie Bekkering    | 1    |
| 2.     | Gerard Devilee      | 1    |
| 2.     | Jacques van Leeuwen | 1    |
| 2.     | Jan Verkuijlen      | 1    |
| 2.     | Cor van der Zeeuw   | 1    |
| Totaal | Totaal              | '    |